# Tripodichthys oxycephalus
Tripodichthys oxycephalus är en fiskart som först beskrevs av Pieter Bleeker 1851.  Tripodichthys oxycephalus ingår i släktet Tripodichthys och familjen Triacanthidae. Inga underarter finns listade i Catalogue of Life.